# Ultima gara
Ultima gara è un docufilm italiano trasmesso in prima serata su Canale 5 giovedì 3 giugno 2021. È diretto da Raoul Bova e Marco Renda ed è prodotto da RB Produzioni in collaborazione con RTI e Mineco Servizi.

## Trama
Quattro campioni del mondo e un attore scelgono di mettersi in gioco, condividendo una sfida per superare i loro limiti: lo scopo è battere in staffetta il record del mondo categoria master. Una storia d’amicizia e umanità, dunque, legata ai valori e al mondo del nuoto.
Il coraggio di chi non si arrende mai, declinato attraverso l'amicizia di quattro ex campioni di nuoto: Raoul, Manuel, Massimiliano, Filippo ed Emiliano, che decidono di tornare a gareggiare, alla ricerca di una rinascita che solo lo sport, con i suoi valori, può donare.

## Personaggi e interpreti
- Raoul Bova
- Manuel Bortuzzo
- Massimiliano Rosolino
- Filippo Magnini
- Emiliano Brembilla
- Giorgia Palmas

## Produzione
Il film è prodotto da RB Produzioni in collaborazione con RTI e Mineco Servizi.

### Presentazione
Il film è stato presentato in anteprima da Raoul Bova al Giffoni FiIm Festival 2020.

### Riprese
Le riprese si sono svolte tra l'altro nel Lazio in provincia di Rieti, presso il Lago del Salto.

## Distribuzione
Il film è stato trasmesso in prima serata su Canale 5 giovedì 3 giugno 2021 e ha totalizzato 2 131 000 telespettatori pari al 10,30% di share.